# Flatatjärnen, Jämtland
Flatatjärnen är en sjö i Strömsunds kommun i Jämtland och ingår i Ångermanälvens huvudavrinningsområde. Sjön har en area på 0,0952 kvadratkilometer och ligger 477,8 meter över havet.

## Delavrinningsområde
Flatatjärnen ingår i det delavrinningsområde (717710-147210) som SMHI kallar för Utloppet av Flatatjärnen. Medelhöjden är 525 meter över havet och ytan är 1,09 kvadratkilometer. Det finns inga avrinningsområden uppströms utan avrinningsområdet är högsta punkten. Vattendraget som avvattnar avrinningsområdet har biflödesordning 3, vilket innebär att vattnet flödar genom totalt 3 vattendrag innan det når havet efter 278 kilometer. Avrinningsområdet består mestadels av skog (92 procent). Avrinningsområdet har 0,1 kvadratkilometer vattenytor vilket ger det en sjöprocent på 8,8 procent.